# Medenický potok
Medenický potok je levostranný přítok řeky Klejnárky v okrese Kutná 
Hora ve Středočeském kraji. Délka jeho toku činí 12,5 kilometru a z hlediska významnosti 
toku je v databázi Výzkumného ústavu vodohospodářského T. G. Masaryka řazen mezi páteřní toky základního hydrologického povodí. Plocha povodí měří 16,3 km².

## Průběh toku
Medenický potok vytéká z rybníka Pohan, který se rozkládá jen asi 200 metrů severně od mnohem známějšího a většího rybníka Katlov, asi 1,5 km jižně od Červených Janovic. Má úzké protáhlé povodí a většina jeho přítoků jsou jen krátké a malé toky (často bezejmenné). Po většinu délky teče převážně severovýchodním směrem, z Kutnohorské plošiny do Čáslavské kotliny. Medenický potok přímo neprotéká ani jedinou vesnicí, ty se rozkládají na okolních rovinách, na potoce byly mlýny a větší počet rybníků. Na horním toku (od rybníka Pohan až po rybník Medenice) teče rovinatou zemědělskou krajinou Červenojanovicka. Z rybníka Medenice se obrací na sever, za rybníkem Karásek (východně od obce Lomec) se vrací k původnímu severovýchodnímu směru toku. Zde protéká hlubokým údolím s bývalými podzemními lomy na vápenec, na konci tohoto údolí vtéká do Čáslavské kotliny. Po dalších asi dvou kilometrech, u obce Vodranty ústí zleva do řeky Klejnárky, na jejím 22,3 říčním kilometru.

## Rybníky na toku

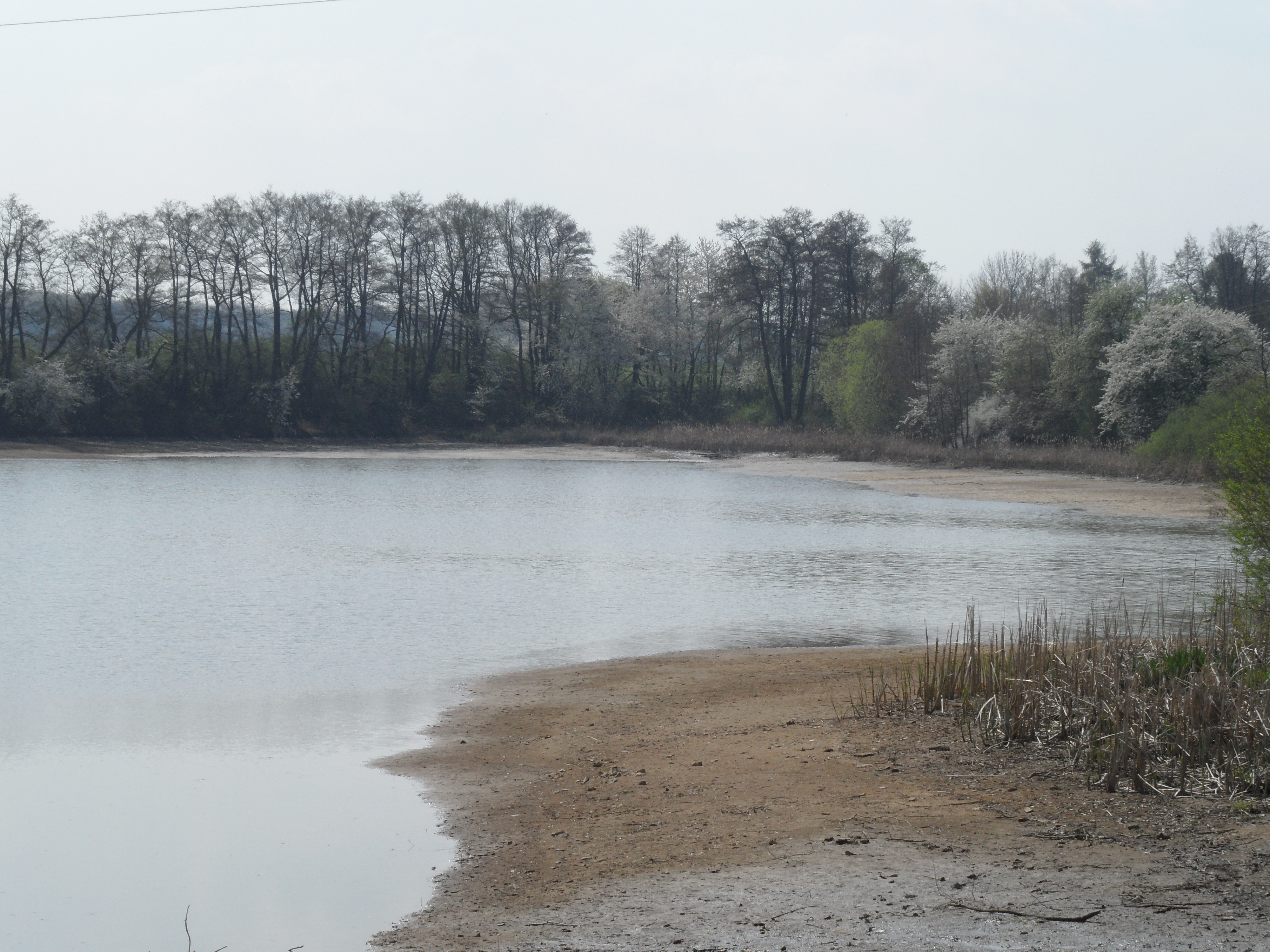
Částečně vypuštěný rybník Turkovec

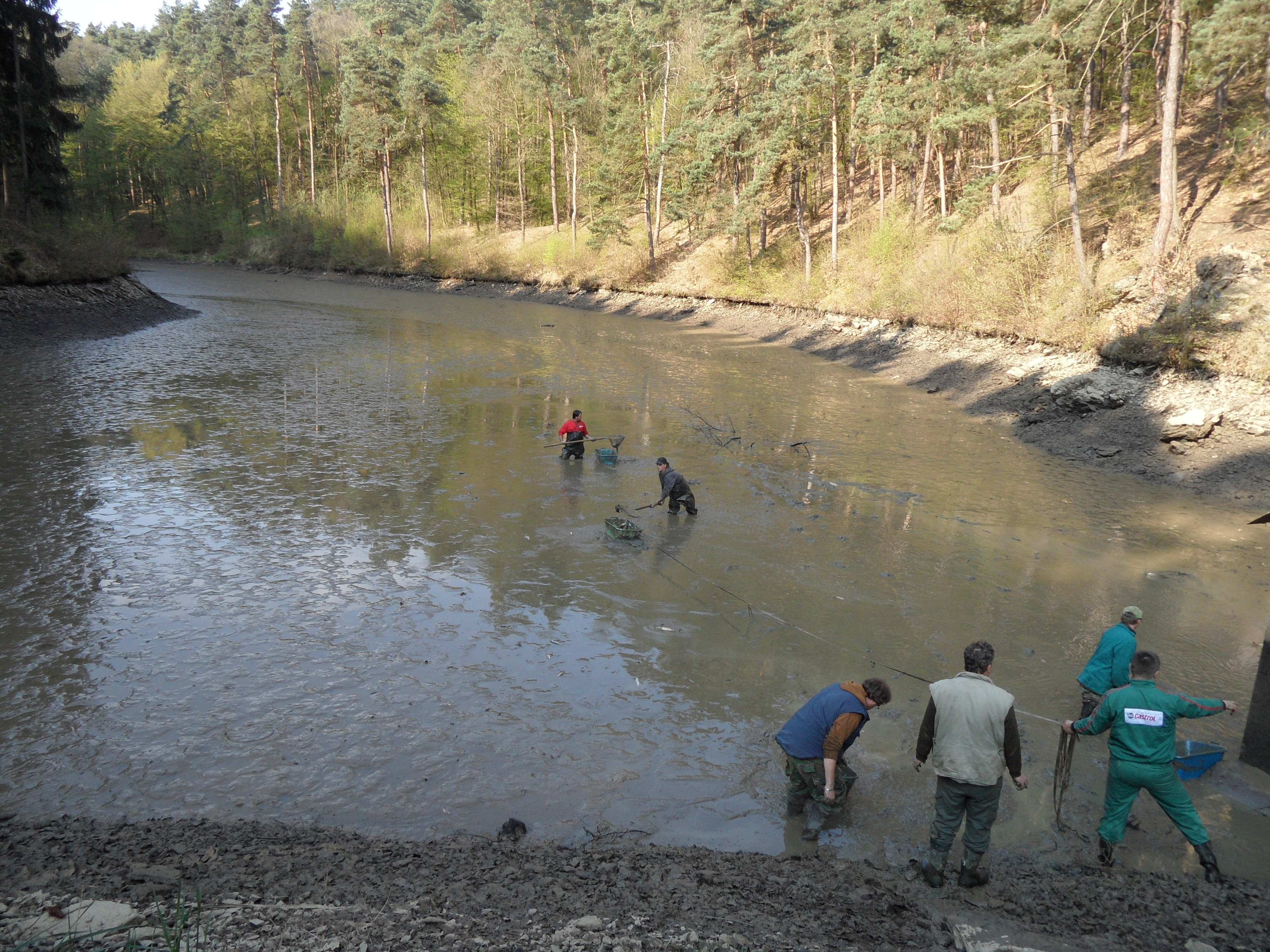
Výlov rybníka Karásek

Vzhledem k délce toku se na Medenickém potoku vyskytuje poměrně velký počet rybníků.
- Relativně malý rybník Pohan: zde Medenický potok začíná svůj tok.
- První rybník, kterým potok protéká, je další malý rybník, Březinský rybník, který se rozkládá necelý kilometr od malých obcí Chvalov a Plhov. Vodní plocha má 1,4 hektaru, celkovým objem 18 tis. m³, retenční objem 8 tis. m³.[3]
- Rybník Zápora je opět malý rybník podobné velikosti, asi o 700 metrů po proudu (na druhou stranu od silnice Červené Janovice – Plhov).
- Nedovedlo: jeho vodní plocha začíná jen asi 150 metrů pod hrází rybníka Zápora a s rozlohou 10,3 hektarů, celkovým objemem 100 tis. m³, retenčním objemem 53 tis. m³ je největší rybník na celém toku Medeninského potoka.[3] Nejbližší obec je Zadní, ani ne 1 km východně od rybníka.
- Kukle začíná asi 300 metrů pod hrází rybníka Nedovedlo, je to další malý rybník (vodní plocha má 1,7 hektaru, celkový objem 18 tis. m³, retenční objem 8 tis. m³).[3]
- Turkovec je naopak poměrně velký rybník (vodní plocha 4 hektary, celkový objem 80 tis. m³, retenční objem 27 tis. m³),[3] rozkládá se severozápadně od obce Lány, podél silnice II/339, která zde vede od Červených Janovic přes obec Lány do Čáslavi.
- Medenice: začíná asi pouhých 300 metrů za rybníkem Turkovec, rozkládá se opět podél silnice II/339 (u odbočky na obce Lomeček a Lomec) a Medenický potok zde mění směr svého toku. Podle rozlohy (7,7 hektaru) jde o druhý největší rybník na potoce, objemem překonává dokonce i rybník Nedovedlo (celkový objem 169 tis. m³, retenční objem je 47 tis. m³).[3]
- Menší rybník Karásek se rozkládá v úzkém údolí, od rybníka podél cesty do Lomce je menší chatová osada.
- U obce Třebonín, v lokalitě Vápenka (na konci erozního zářezu potoka) je rekonstruovaný malý chovný rybník.
- U Souňovského mlýna je poslední rybník na Medenickém potoce (přesněji na náhonu z toho potoka, který se z něj odděluje těsně před rybníkem a do potoka se vrací asi pouhých 100 metrů před ústím potoka do Klejnárky).

## Mlýny na toku

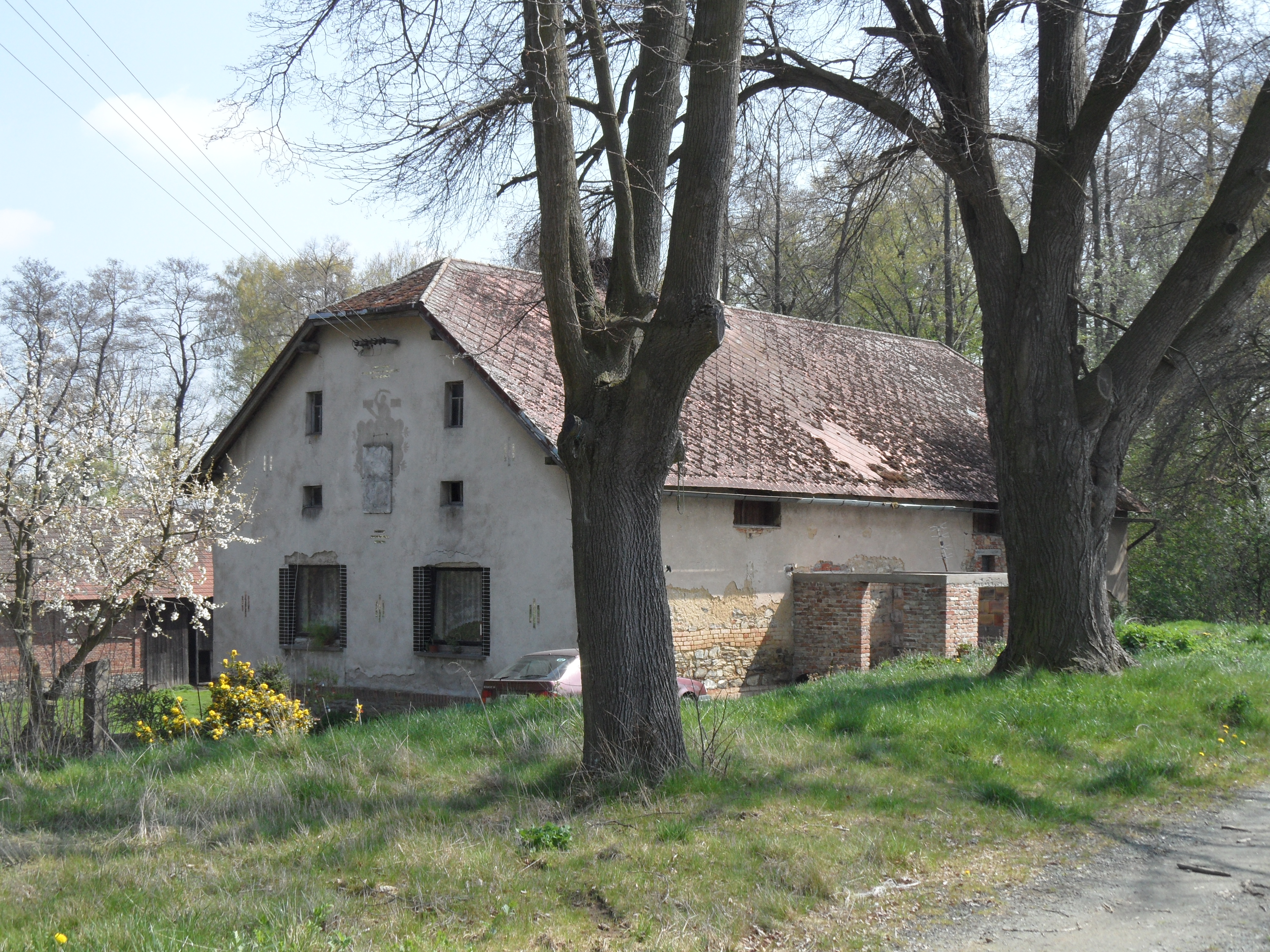
Mlýn Turkovec

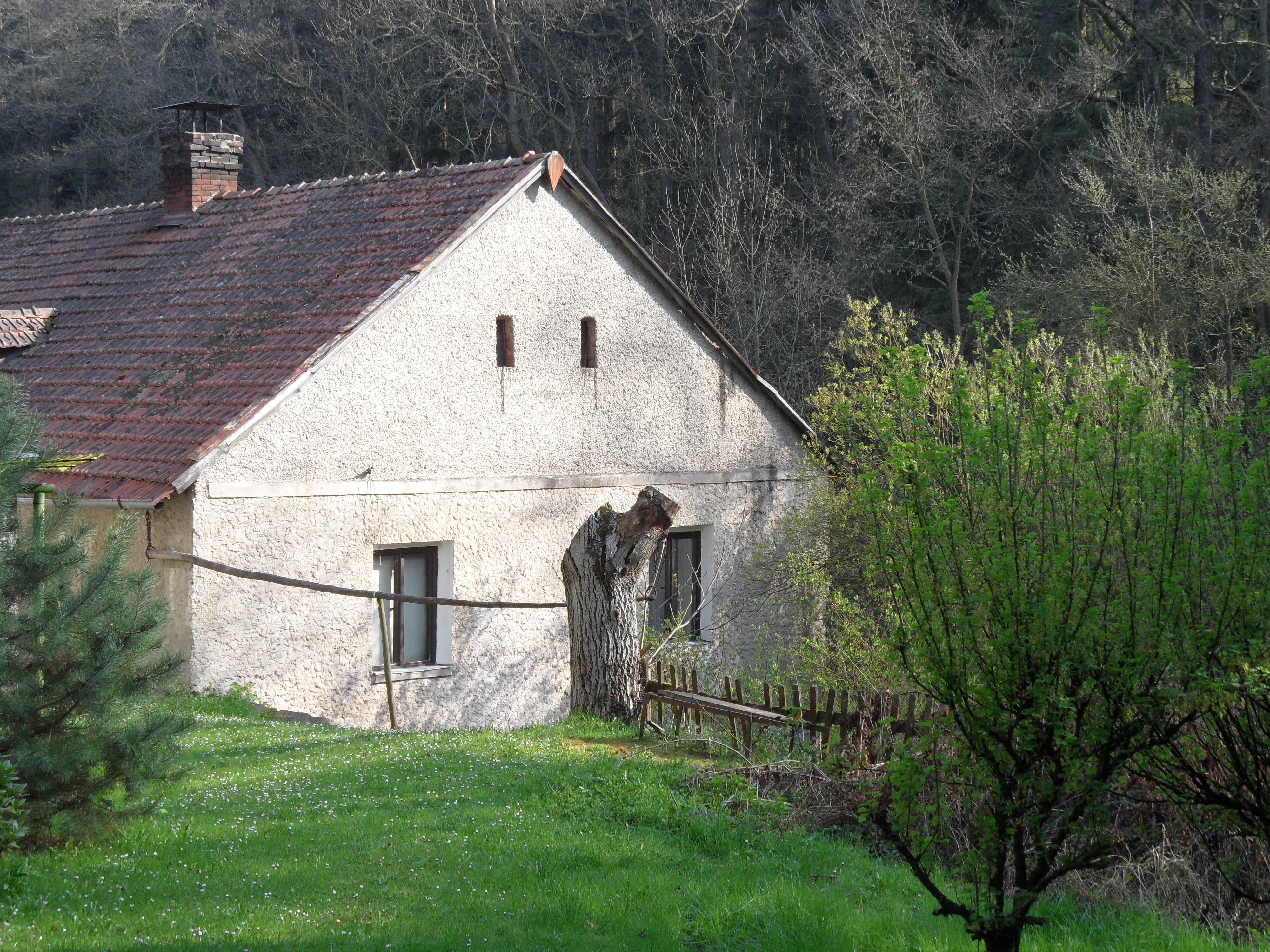
Karáskův mlýn

Na Medenickém potoku fungovalo několik mlýnů a protože potok není příliš vodný, sloužily k akumulaci vody četné rybníky popsané výše. 
- Mlýn Turkovec leží bezprostředně pod hrází stejnojmenného rybníka, někdy je nazývaný též Lánský, protože leží nedaleko od obce Lány, v současnosti je dobře dostupný krátkou odbočkou ze silnice II/339 a je využíván jako celoroční bydlení (Lány čp. 28).
- Medenický Mlýn pod rybníkem Medenice již zanikl.
- Karáskův Mlýn (nazývaný též Pitrův) leží asi 100 metrů pod hrází rybníka Karásek, je zachován v poměrně původním stavu a nyní slouží k rekreačním účelům.
- Mlýn Vápenka u Třebonína, pod (nyní) chovným rybníčkem. Původní objekt prakticky zanikl stále ještě nedokončen přestavbou.
- Souňovský mlýn (též Nový), před ústím Medenického potoka do Klejnárky.

## Zářez Medenického potoka a podzemní lomy

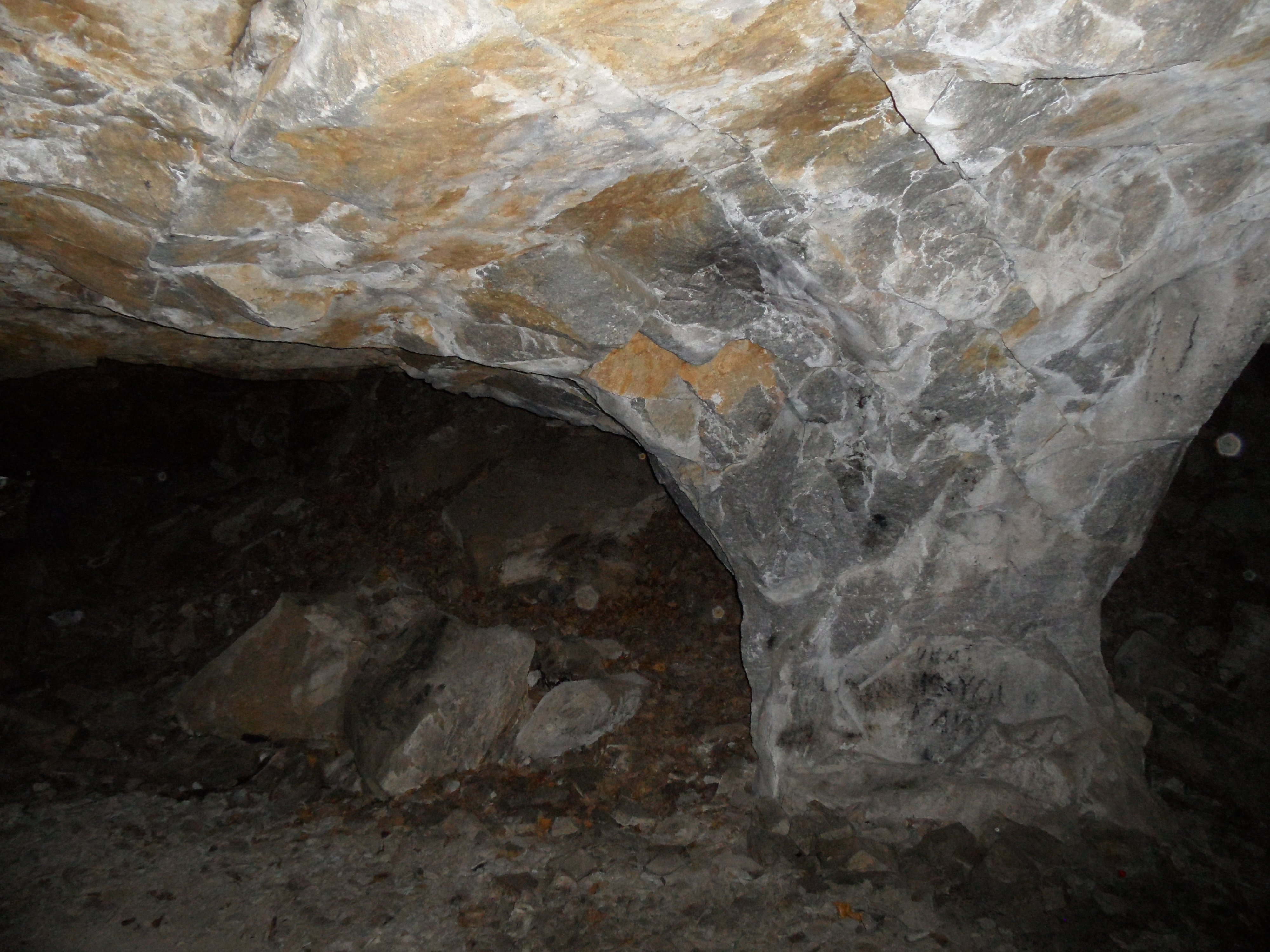
Jeskyně/lom na pravém břehu s podpěrným pilířem

Mezi obcemi Lomec a Třebonín vytváří Medenický potok (který jinak teče převážně rovinatou krajinou) hluboké a úzké údolí, které je nejhezčí a nejzajímavější částí celého jeho toku. Potok zde erozním zářezem proráží okrajem Českomoravské vrchoviny, z Kutnohorské plošiny do Čáslavské kotliny. Celé údolí je zalesněné, s příkrými svahy, na obou stranách se vyskytují i poměrně vysoké skály. Tento zářez končí u chovného rybníka nedaleko Třebonína. 
Další zajímavostí tohoto údolí je výskyt krystalického vápence (mramoru). Zde byl tak kvalitní, že se vyplatilo dobývat ho v podzemních lomech důlním způsobem. Jeden z dochovaných lomů se nachází na pravé straně údolí (blíže k Třebonínu), v horní části svazu (asi 20 až 30 metrů nad potokem). Vytěžený prostor má celkovou délku asi 60 metrů, aby nedošlo ke zborcení jeskyně, je chodba podepřena ponechanými skalními pilíři. Na několika místech je patrná též grafitová žíla. Druhý podzemní lom se nachází naopak na druhém (levém) břehu potoka, již téměř na konci údolí, v menší výšce nad potokem. Tento lom je téměř celý zatopený, vzniklo v něm podzemní jezírko, které využívají potápěči. Vytěžená surovina se zpracovávala na vápno v nedaleké vápence u Třebonína. Tato vápenka již zcela zanikla, ale lokalita je dodnes na mapách označena "Vápenka" a odsud pochází i název nedalekého mlýna.

## Hradiště/tvrziště nad údolím

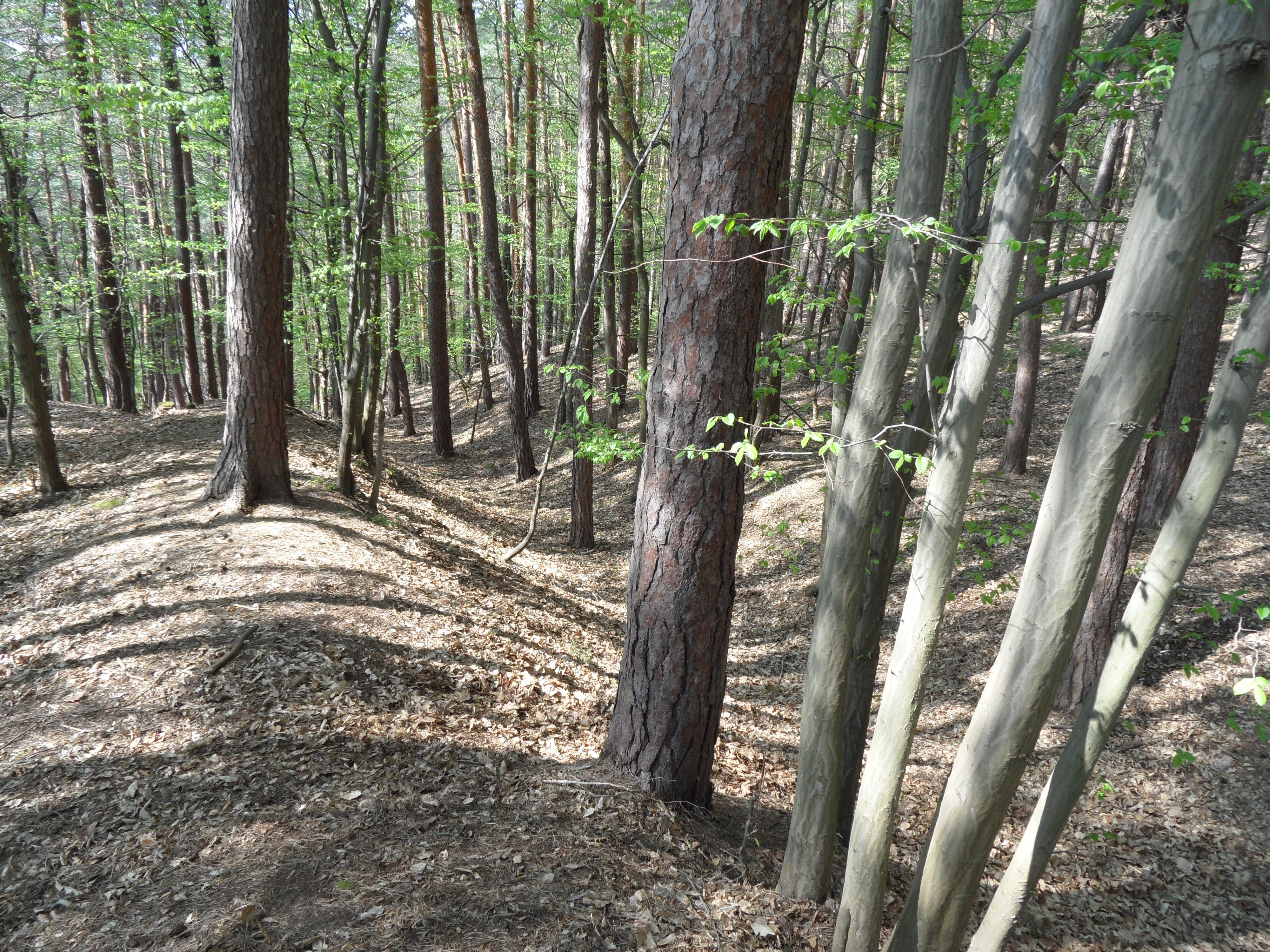
Slovanské hradiště nad údolím

V lese nad levým břehem údolí mezi obcemi Lomec a Třebonín (až několik desítek metrů nad úrovní potoka) se rozkládají celkem tři hradiště či tvrziště. Všechna jsou zapsána do Ústředního seznamu nemovitých kulturních památek ČR. Názvy pod kterými jsou zakresleny na mapách Seznamu jsou však odlišné od názvů a popisů v rejstříku ÚSKP, není tak úplně jasné, které číslo v rejstříku odpovídá jednotlivým místům na mapě.
- Tvrziště Lomec (název na mapě): se nachází nejblíže obci Lomec (asi 500 metrů od středu obce), na prvním skalním ostrohu pod Lomcem, víceméně nad ústím Lomeckého potůčku do Medenického potoka. V rejstříku ÚSKP asi Tvrz - tvrziště Na Zelenici, archeologické stopy (Lomec): číslo rejstříku ÚSKP zřejmě 28922/2-1272.[4]
- Terénní zbytky hrádku (název na mapě): se rozkládá na dalším ostrohu, asi 700 metrů východně od první lokality. Asi Hrad - Hrádek, archeologické stopy (Lomec), číslo rejstříku ÚSKP zřejmě 38617/2-2840.[5]
- Slovanské hradiště (název na mapě): po dalších asi 350 metrech se rozkládá třetí lokalita, která je nejblíže obci Třebonín (v seznamu památek je však také evidována pod obcí Lomec). Asi Výšinné opevněné sídliště - hradiště Hrádek, archeologické stopy, ostroh západně od Třebonína, Lomec, číslo rejstříku ÚSKP zřejmě 28809/2-1271.[6]

## Fotogalerie

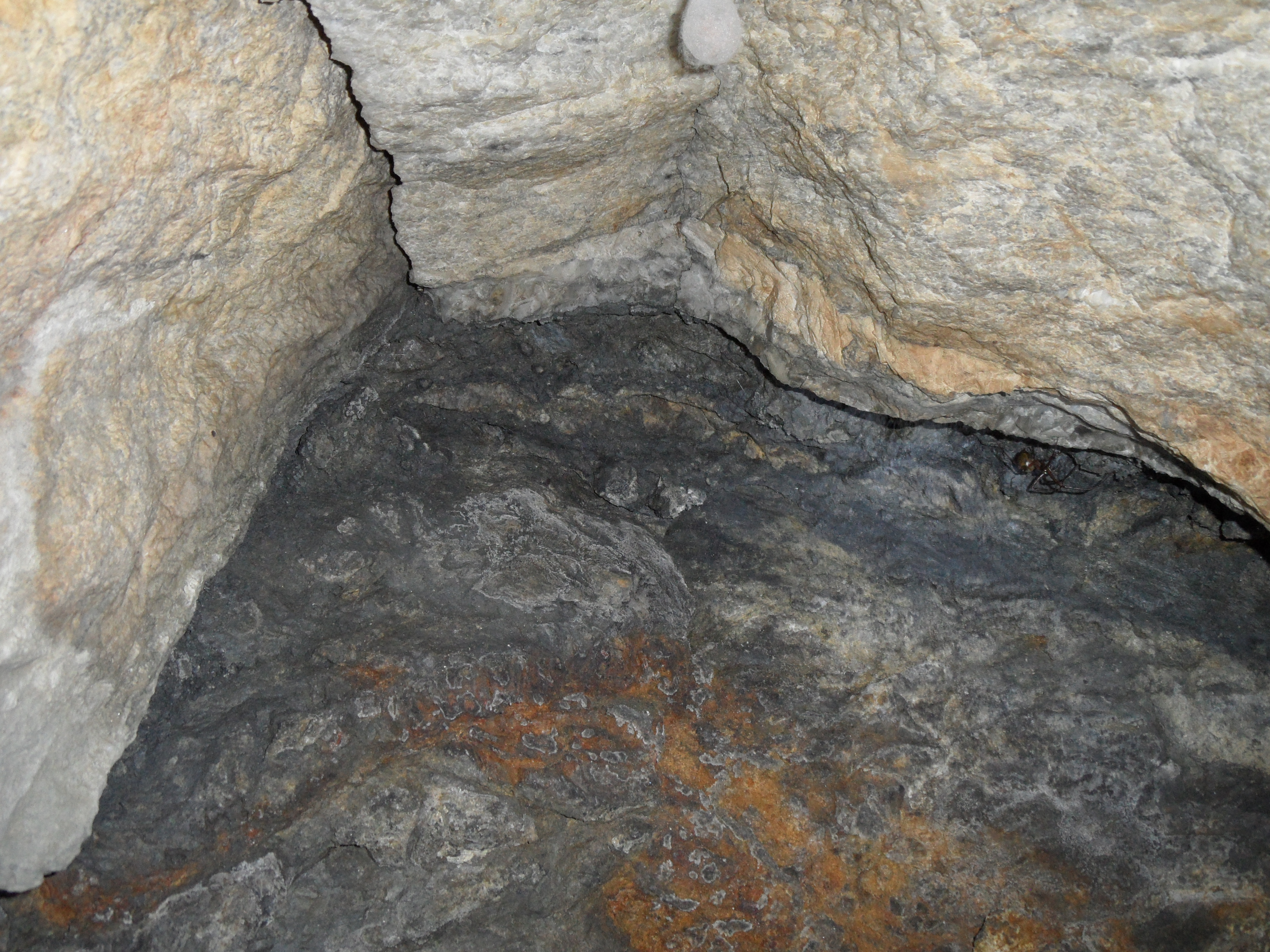
Grafitová žíla v jeskyni/lomu na pravém břehu
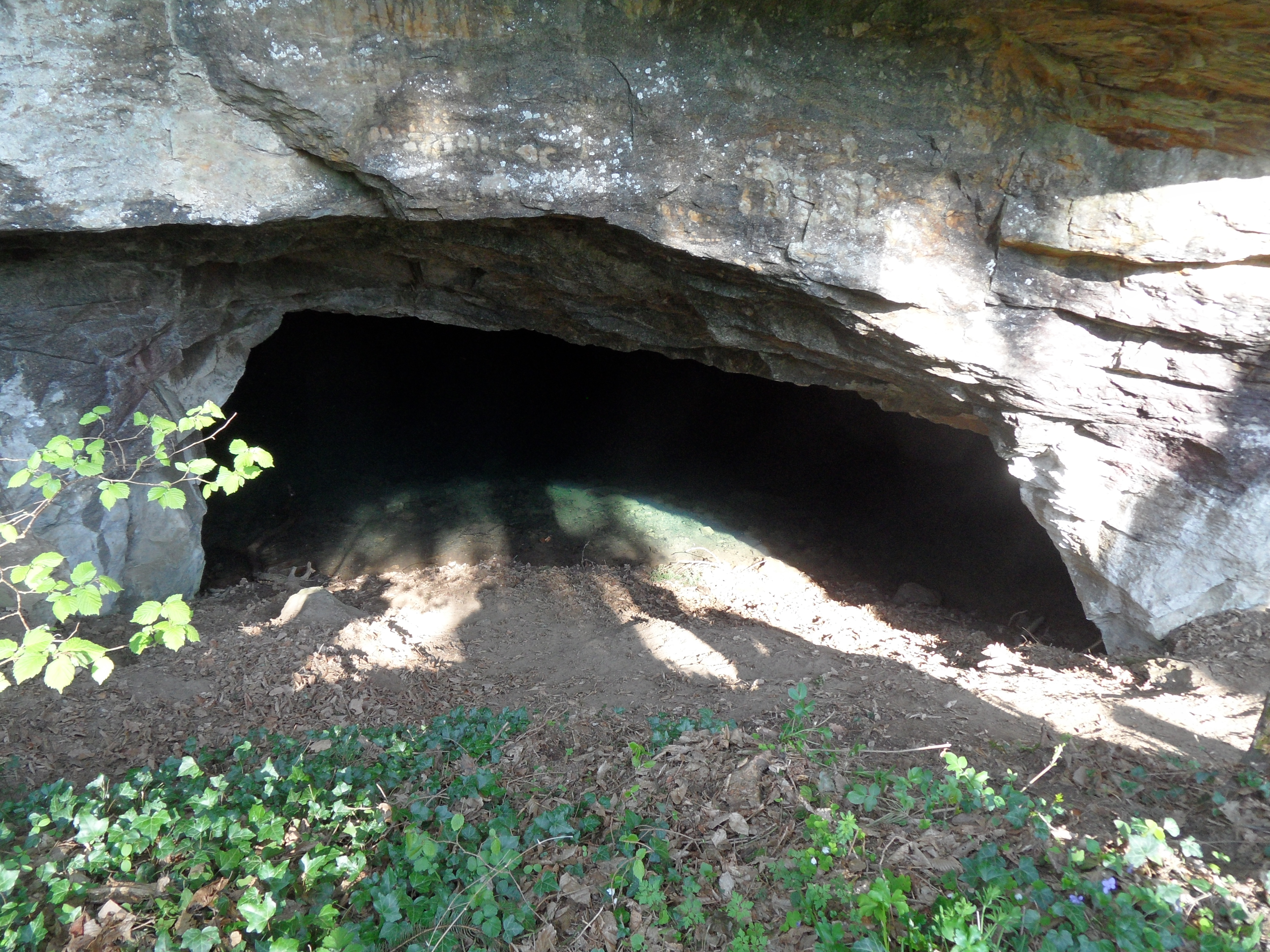
Zatopená jeskyně/lom na levém břehu
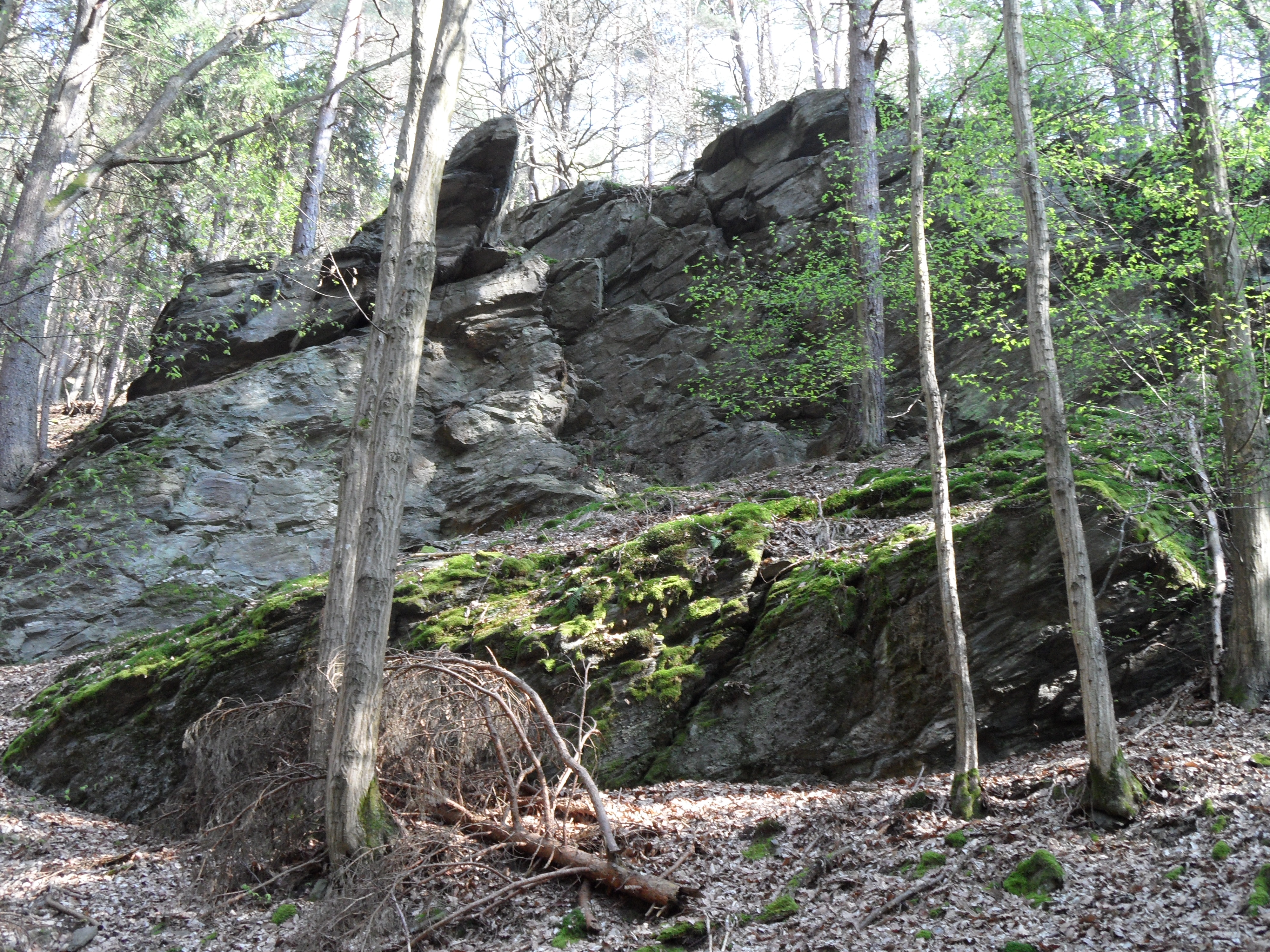
Skály v hlubokém údolí mezi obcemi Lomec a Třebonín
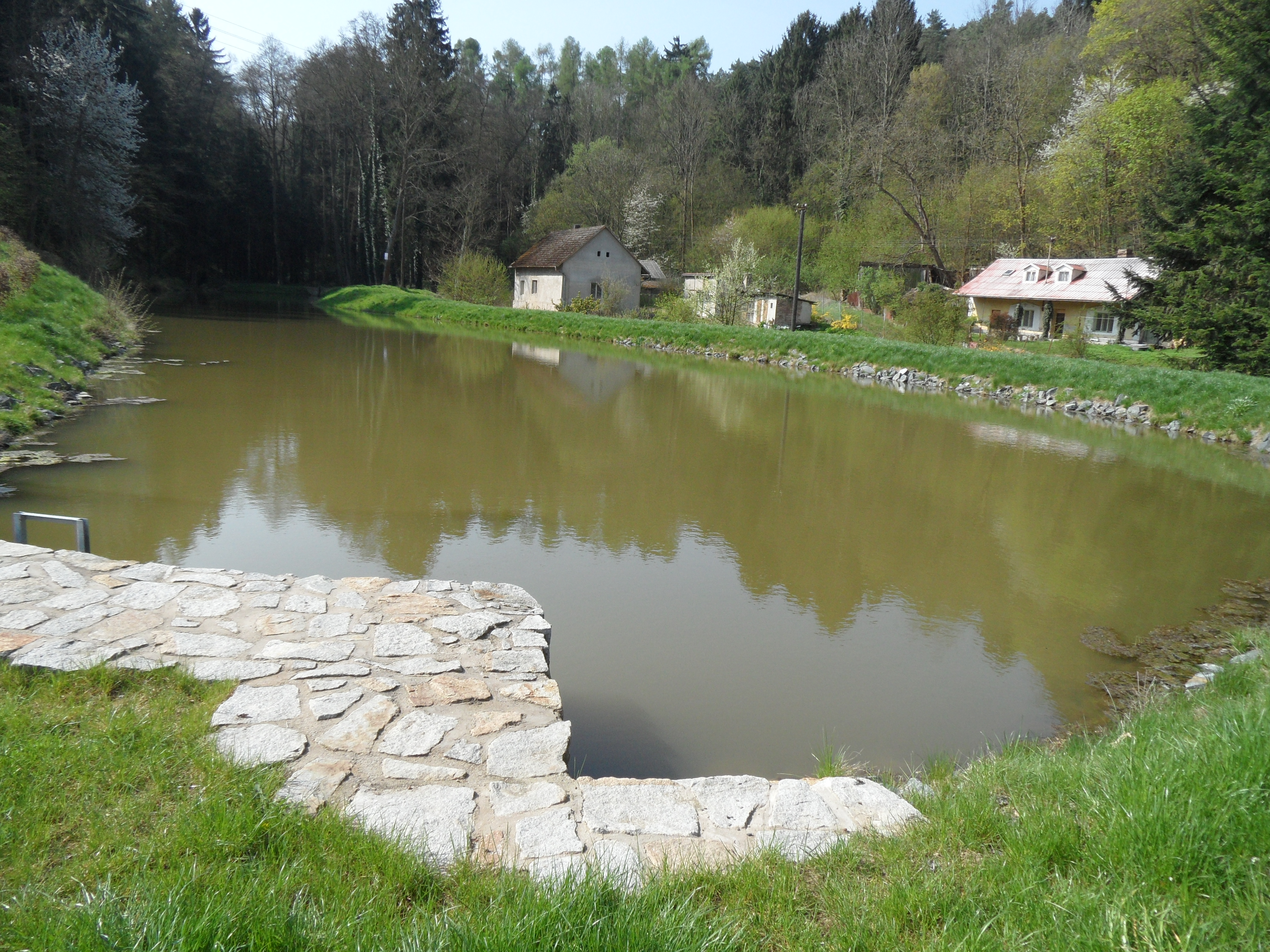
Obnovený chovný rybník u Třebonína